# Лысюк, Антон Игоревич
Анто́н И́горевич Лысю́к (укр. Антон Ігорович Лисюк; род. 26 февраля 1987, Берди́чев, Житомирская область) — украинский футболист, игравший на позиции полузащитника

## Биография
Воспитанник бердичевского футбола, первый тренер — его отец, Игорь Леонидович Лысюк. В чемпионате ДЮФЛ Украины выступал за команду Республиканского училища физкультуры (13 матчей, 4 гола) и житомирское «Полесье» (15 матчей, 6 голов). Во время выступлений в ДЮФЛ привлёк к себе внимание селекционеров казанского «Рубина» и вскоре молодому игроку был предложен контракт. Полтора года провёл в дубле команды, под руководством Сергея Стукашова, однако, не имел возможности пробиться в основной состав (со слов самого игрока — в связи отсутствием российского паспорта) и вскоре покинул клуб. Также выступал за «Рубин-2» в первенстве КФК. После этого мог попасть в, возглавляемую украинцем Павлом Яковенко, краснодарскую «Кубань», некоторое время находился в стане клуба «Краснодар-2000», однако (со слов игрока — опять же, из-за гражданства) там тоже не смог заиграть.
После этого вернулся в родной Бердичев, где играл за местный любительский клуб, выступавший в областном первенстве. На одном из матчей присутствовал президент молдавского «Нистру» Василий Трагира, который приметил игрока и предложил ему контракт. В клубе из Отачи выступал на протяжении двух сезонов, становился финалистом Кубка Молдавии и бронзовым призёром национального чемпионата. В 2007 году вернулся в Украину, сначала — в родной Бердичев, а позже стал игроком «Александрии». В составе команды в 2009 году стал бронзовым призёром первой лиги чемпионата Украины, однако после этого продлевать с игроком контракт клуб не стал. Лысюк отправился на просмотр в белоцерковский «Арсенал», где сначала игроку объявили, что он не подходит команде, однако позже предложили контракт. За «канониров» выступал до конца 2009 года.
В 2010 году перешёл в узбекский «Кызылкум» из Зарафшана, где провёл год. В октябре 2010 года, в матче против «Насафа» получил тяжёлую травму и надолго выпал из состава. Восстановившись вернулся в Бердичев. В 2012 году стал игроком словацкого «Татрана», который возглавлял украинский специалист Сергей Ковалец. В высшей лиге Словакии за команду из Прешова провёл 11 матчей и покинул клуб во время зимнего перерыва сезона 2012/13. После этого подписал контракт с казахским «Кайсаром», однако надолго там не задержался. После этого вернулся в Украину, перейдя в кировоградскую «Звезду». В составе кировоградцев провёл 4 матча в первой лиге чемпионата Украины, после чего закончил профессиональную карьеру. По завершении выступлений играл за любительские клубы, выступавшие в различных региональных соревнованиях Украины.

## Достижения
- Бронзовый призёр чемпионата Молдавии: 2006/07
- Бронзовый призёр первой лиги чемпионата Украины: 2008/09